# Täby centrums station
Täby centrums station är en järnvägsstation på Roslagsbanan, belägen i Tibble, Täby kommun, 12,5 km från Stockholms östra. Stationen har en mittplattform, som nås från köpcentrumet Täby centrum såväl via en gångtunnel under Stora Marknadsvägen och spåren, som från en gångbro över desamma, allt i södra änden av plattformen. Dessutom finns en enklare entré i norra änden. Antalet påstigande en genomsnittlig vintervardag (2015) har beräknats till 3 500.  I anslutning till stationen finns en bussterminal för lokala busslinjer. 

## Historik
Cirka 500 meter härifrån anlades år 1960 en hållplats med namnet Grindtorp. Sedan köpcentrumet byggts flyttades den till nuvarande plats och öppnades den 1 juni 1968 med nuvarande namn. Det var en synnerligen enkelt utformad hållplats, belägen på enkelspår i en kurva, vilket gjorde att tågen lutade "utåt" från plattformen, med obekväm av- och påstigning som följd. Detta förhållande rådde ända till 1993 då dubbelspår togs i bruk mellan Roslags Näsby och Galoppfältet. Då öppnades också en modern stationsanläggning med hiss mellan plattform och gatu- och gångbroplan.

## Bussterminal
En så kallad dockningsterminal för den lokala busstrafiken togs i bruk i december 2013 i samband med att köpcentrumet byggdes ut.  Antalet påstigande på bussarna beräknas till 3 300 en genomsnittlig vintervardag (2015).